# نيك كايزر
نيك كايزر (بالإنجليزية: Nicholas Kaiser)‏ هو عالم فلك بريطاني، ولد في 15 سبتمبر 1954.